# Anostomoides laticeps
Anostomoides laticeps es una especie de peces de la familia Anostomidae en el orden de los Characiformes.

## Hábitat
Es un pez de agua dulce y de clima tropical.

## Distribución geográfica
Se encuentran en Sudamérica:  cuencas de los ríos Esequibo, Orinoco y  Solimões.